# دو قلب، یک نیایشگاه
دو قلب، یک نیایشگاه (ایتالیایی: Due cuori, una cappella) یک فیلم کمدی ایتالیایی به کارگردانی مائوریتسیو لوچیدی است که در سال ۱۹۷۵ منتشر شد.

## گزیدهٔ بازیگران
- رناتو پوتستو
- آگوستینا بلی
- آلدو ماچونه
- لئوپولدو تریئسته
- ماسیمو بولدی
- آلوارو ویتالی
- ماریو برگا
- جینو پانیانی
- دادا گالوتی
- فولویو مینگوتسی
- جوسی راسپانی داندالو
- رناتو پینچیرولی
- اورسولا اندرس در نقش خودش
- ماریا تدسکی